# Rozkojarzenie
Rozkojarzenie – zaburzenie funkcji myślenia charakterystyczne dla schizofrenii charakteryzujące się brakiem spójności w wypowiedziach chorego. Brak spójności polega na wypowiadaniu po sobie niezwiązanych ze sobą zdań, wtrącania niepasujących bądź niezrozumiałych słów, ich powtarzaniu czy tworzenie neologizmów. Jest to zatem połączenie paralogii (odstępstwa od logiki) z nieskładnością wypowiedzi („mówienie obok”) oraz niekomunikatywności przekazywanych treści.